# Karkasse (Reifen)

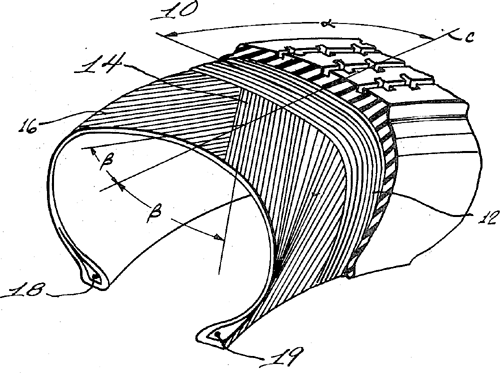
Karkasse

Die Karkasse ist das tragende Gerüst in Luftreifen, Treibriemen und Transportbändern. Sie besteht aus Gewebe- oder Gelegeschichten (parallel angeordneten Fäden), die in Gummi eingebettet sind und dem Verbund aus Fasern und Gummi Festigkeit und Steifigkeit geben.
Das Gewebe oder die Faserlagen bestehen aus Kunstfasern wie Kunstseide, Viskosefaser, aber auch Baumwolle und andere Pflanzenfasern wurden verwendet, Nutzfahrzeugreifen haben häufig eine Stahlkarkasse. Radialreifen haben über der Karkasse unter der Lauffläche einen „Gürtel“ aus Fasern in Umfangsrichtung, üblicherweise aus Stahlcord (Stahlgürtelreifen).

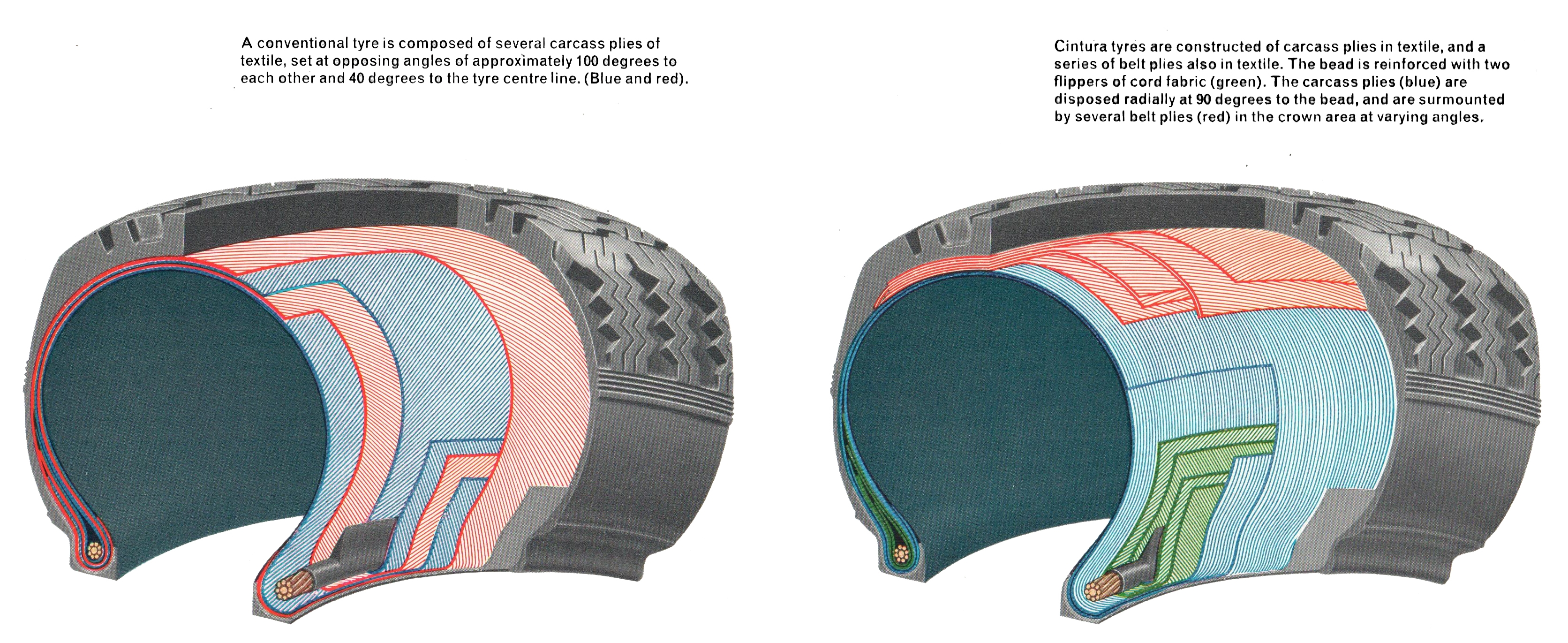
Lagenaufbau in der Karkasse eines Reifens
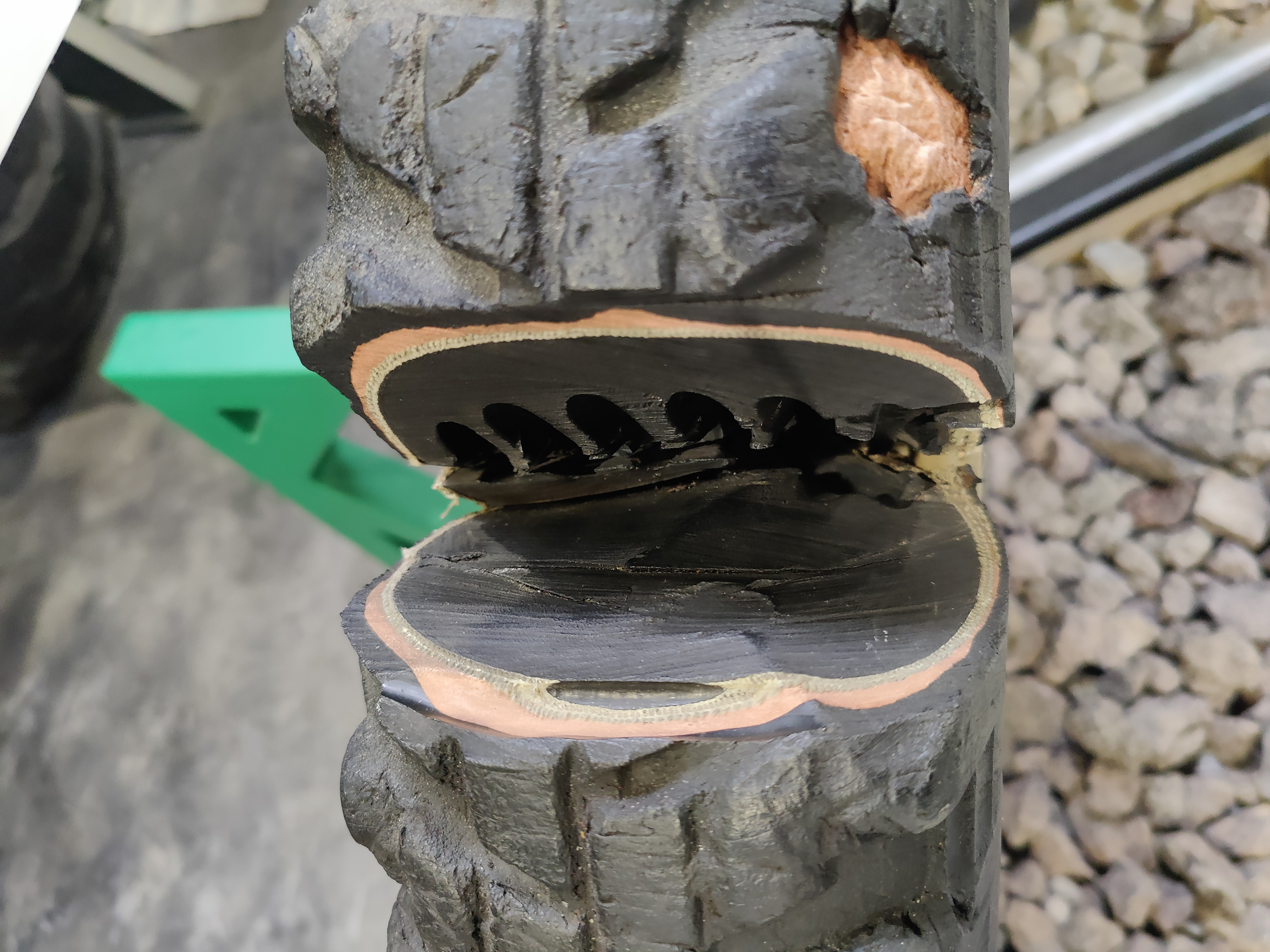
Reifenschnittmodell für Ausfallsicheres Rad
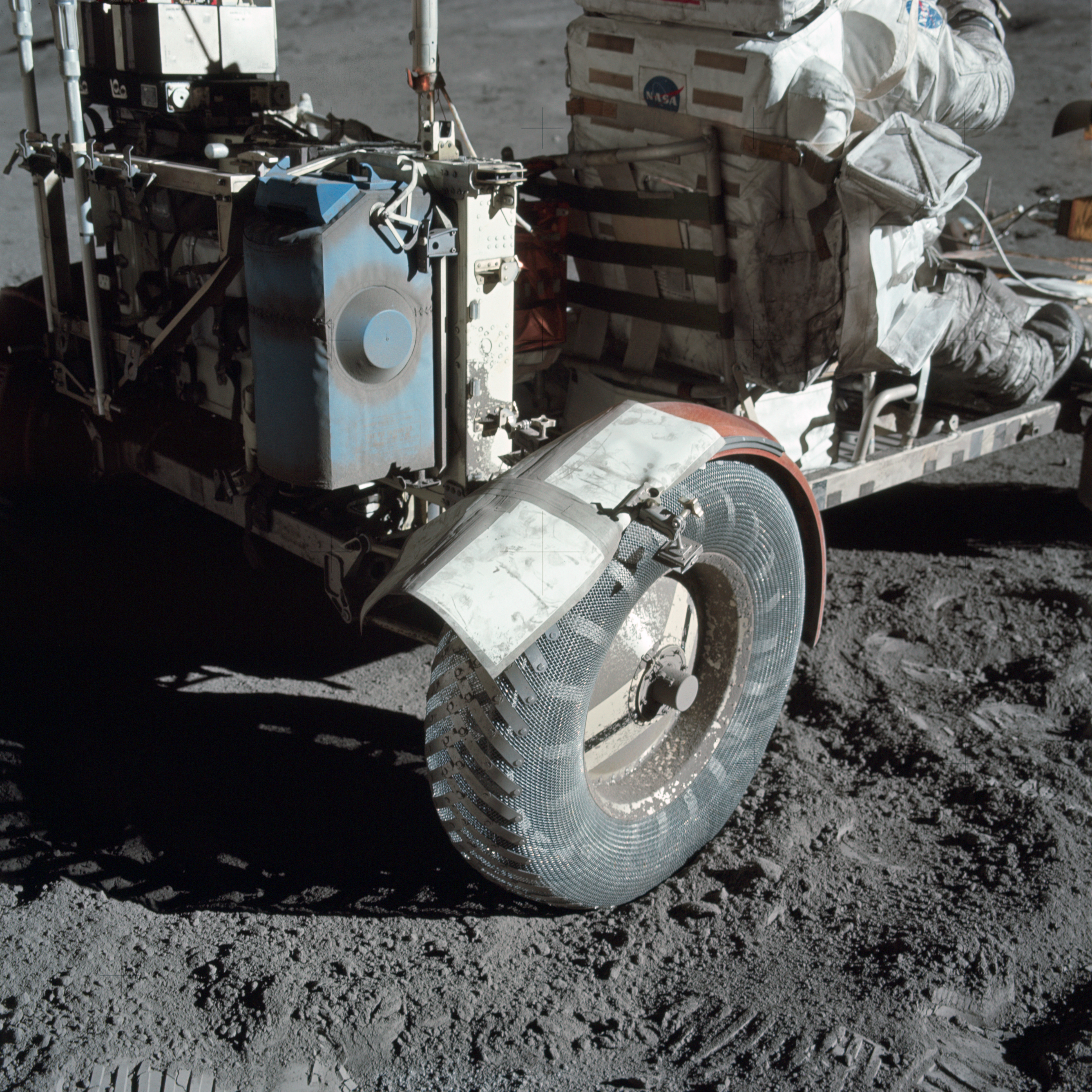
Reifenkarkasse beim Lunar Roving Vehicle

Als Maß für die Dichte des Karkassengewebes wird die Einheit tpi bzw. epi (englisch Threads / Ends per Inch – „Fäden pro Zoll“) verwendet. Diese gibt an, aus wie vielen Fasern pro Zoll die Karkasse besteht.